# KIYE
Koordinaten: 46° 18′ 8,6″ N, 116° 24′ 39,5″ W
KIYE 88.7 FM ist ein US-amerikanischer Radiosender im Bundesstaat Idaho. Er wird vom Indianerstamm der Nez Percé betrieben und dient zur Versorgung der Nez Perce Indian Reservation mit Nachrichten. Der Sender mit einer Leistung von 15 kW ERP befindet sich in der Ortschaft Craigmont im Reservatsgebiet. Das Studio befindet sich in Kamiah.
Die Antennen sind auf einem Mast in 94 Meter Höhe angebracht. Er befindet sich 1175 Meter über dem Meeresspiegel. Der Sender versorgt das Gebiet um Kamiah. Um das Gebiet um Lapwai zu versorgen, betreibt der Sender einen Umsetzer mit dem Rufzeichen KEEU auf der Frequenz 105,5 MHz in Lapwai. Dem Indianerstamm wurde am 24. August 2012 von der amerikanischen Fernmeldebehörde Federal Communications Commission (FCC) eine Lizenz für den Sendebetrieb ausgestellt, nachdem dem Stamm am 28. Januar 2010 das Rufzeichen KIYE und die Frequenz zugewiesen worden waren und damit der Sendebetrieb aufgenommen werden konnte.
Der Radio-Sender spielt ein gemischtes Programm mit einem Schwerpunkt auf Powwows und indianischer Musik. Es wird aber auch Klassik Rock, Blues und Jazz gespielt. Das Programm ist in Englisch.